# Pauline alla spiaggia
(Chrétien de Troyes)
Pauline alla spiaggia (Pauline à la plage) è un film del 1982 diretto da Éric Rohmer, uscito in Francia il 23 marzo 1983.
È il terzo episodio del ciclo Commedie e proverbi (Comédies et proverbes), segue Il bel matrimonio (1982) e precede Le notti della luna piena (1984).

## Trama
Pauline ha 15 anni e ha passato le vacanze estive con i genitori. Ha viaggiato, si è anche divertita, ma l'ultimo scampolo di vacanza, a casa della cugina Marion, in Normandia, dovrà essere diverso, magari frequentando suoi coetanei, magari lasciandosi trasportare dai sentimenti visto che, anche per la sua giovane età, non si è ancora mai innamorata.
Marion è la persona adatta per incoraggiarla a lanciarsi in campo amoroso. Molto più grande (30 anni), già uscita da un matrimonio sbagliato, anche lei è pronta per abbandonarsi al "vero amore" che ancora non ha trovato. Molto bella e disinibita, non fatica ad attirare le attenzioni maschili. In spiaggia è subito avvicinata dall'istruttore di windsurf Pierre, una sua vecchia fiamma che nonostante non la veda da anni ha sempre conservato lo stesso sentimento, al quale ora aggiunge anche un atteggiamento di gelosia possessiva che non lo aiuta nella "riconquista". Marion infatti è più intrigata da un uomo come Henri, presentatole proprio da Pierre, etnologo giramondo, divorziato e con una bambina al seguito. Tra i due c'è subito grande intesa e passione e Marion comincia a sperare non capendo che, per Henri, lei è solo una delle sue tante conquiste.
A cena nella villa di Henri, ognuno dei quattro parla delle proprie aspettative in fatto d'amore: il padrone di casa è stanco di avere relazioni fisse; Pierre vorrebbe invece trovare una donna da amare per il resto della vita; Marion è in attesa del colpo di fulmine che le dia una scossa dopo il fallimento del matrimonio, Pauline malgrado la mancanza di esperienza non sarebbe contraria a una sbandata. La notte stessa Marion invita Henri a dormire con lei; al mattino la cuginetta appena sveglia li sorprende.
Pauline conosce in spiaggia il coetaneo Sylvain con il quale passa da una reciproca simpatia ad un amore adolescenziale. Mentre Marion è in mare per una lezione di windsurf, i due ragazzini vengono invitati da Henri a ascoltare dischi a casa sua; l'uomo deve assentarsi, poco dopo sopraggiunge Marion che sorprende i due sdraiati insieme su un letto, la cuginetta è senza reggiseno.
Quando in una giornata non adatta alla spiaggia, Marion porta Pauline a visitare Mont Saint-Michel, Henri si getta subito tra le braccia di Louisette, la venditrice ambulante della spiaggia. Testimone involontario è Sylvain che si ritrova nella villa di Henri dove inconsapevolmente si caccia nei guai. Infatti Marion torna in anticipo dalla gita e si presenta da Henri che non trova di meglio che inventare una tresca fra Sylvain e Luisette per giustificare la presenza di quella donna seminuda nella sua villa.
Marion si lascia convincere dalla buona fede dell'uomo;  in ogni caso non ha intenzione di svelare niente a Pauline, anche se poi a farlo ci pensa Pierre. Questi, infatti, avendo scorto dalla strada Louisette nuda nella camera da letto di Henri, riferisce tutto alla sua Marion, che prontamente lo informa della versione "ufficiale" dell'accaduto.
Marion deve tornare a Parigi per lavoro, si fermerà anche a dormire. Messo alle strette da Pauline, Pierre vuota il sacco pur sapendo di farla soffrire, salvo poi svelarle la verità sul suo amichetto dopo avere ricevuto da Louisette la conferma che era a letto con Henri. Il pasticcio sembra quasi insanabile ma poi Henri chiede pubblicamente scusa a Sylvain e Pauline, sperando che Marion non venga a sapere. Propone a Pauline di fermarsi a dormire da lui per non restare sola in casa, la ragazzina accetta perché è ancora arrabbiata con Sylvain e non vuole rimanere sotto la tutela di Pierre.
Il mattino di buonora Henri viene svegliato dalla telefonata di un'amica spagnola arrivata con la sua barca nel porto di Quiberon, che gli propone di unirsi a lei per una crociera. Henri non si fa scappare l'occasione e decide di andarsene senza attendere il ritorno di Marion. Entra nella stanza dove Pauline sta ancora dormendo, ma quando la vede mezza nuda, con solo le mutandine indosso, non riesce a resistere; le bacia il piede, poi risale con le labbra fino alla coscia. La ragazzina si sveglia di soprassalto e lo respinge con un calcio; gli uomini si comportano in modo strano, dice, e i “vecchi” ancora di più. Henri scrive un biglietto d'addio per Marion e riaccompagna Pauline a casa.
Marion ritorna, ancora ignara del tradimento di Henri; deluse, le due cugine decidono di interrompere la vacanza e tornare a Parigi; chiuse in auto, prima di partire, Marion propone che ognuna conservi la propria versione dell'accaduto, anche se nutre dubbi su ciò che le ha raccontato Henri. Pauline, che adesso sa la verità, accetta.

## Riconoscimenti
- 1983 - Festival internazionale del cinema di Berlino
  - Orso d'Argento per il miglior regista
  - Premio FIPRESCI
- 1983 - Sindacato dei critici cinematografici francesi
  - Premio Méliès
- Boston Society of Film Critics Award

## Commento
Il film ha il consueto registro della produzione più classica di questo regista che mette in scena i sentimenti amorosi attraverso piccole storie animate da personaggi caratterizzati con precisione. Come tutte le Commedie e proverbi ha un'impostazione di fondo teatrale, ma in questo caso il gioco è quasi esplicito, con il cancello della villa di Marion che fa da sipario sui titoli di testa e poi ancora come ultima inquadratura. Puro teatro senza essere teatrale.
In questo film si scontrano due visioni dell'amore. Da una parte Marion che crede al "colpo di fulmine" e alla possibilità che si possa vivere il vero amore anche solo per un istante, dall'altra Pierre, per il quale la costanza e la stabilità rendono il sentimento più forte e degno di essere vissuto. Pauline, invitata a dire la sua in proposito, si ritrae dicendo che alla sua età si deve ascoltare. Così, in fondo, la ragazzina è l'unica a seguire la massima di Chrétien de Troyes con la quale si apre il film. Questo non basterà a tenere al riparo i suoi sentimenti, scossi dalle bufere innescate da altri (i "grandi"), ma nella scena finale, ripartendo per Parigi, dimostra tutta la sua maturità e sensibilità quando, di nuovo con un silenzio, lascia che la cugina realizzi da sé quanto si sia illusa.
(Éric Rohmer, Les citations picturales dans les Contes Moraux et les Comédies et Proverbes, 1987)
A differenza delle altre « Commedie », Pauline alla spiaggia non ha una protagonista unica che faccia da centro narrativo, i personaggi formano una sorta di esagono in cui ognuno ottiene la propria scena nel più “geometrico” dei film di Rohmer.
Lo spettatore è invitato a immedesimarsi nel ruolo di voyeur in almeno tre importanti agnizioni che rappresentano altrettante svolte narrative, nello stile della detection hitchcockiana:
1. Pauline che scopre Marion a letto con Henri, il mattino al risveglio
2. Marion che scopre la cugina Pauline sdraiata con l'amichetto Sylvain
3. Pierre che vede dalla finestra Louisette saltare nuda sul letto di Henri

A parte queste premesse, il film è una deliziosa commedia in stato di grazia, che porta in scena senza alcuna morbosità l'acerba freschezza dell'educazione sentimentale di Pauline.